# Железнодорожная катастрофа в Сантьяго-де-Компостела
Крушение поезда в Сантьяго-де-Компостела, столице испанского автономного сообщества Галисия, произошло 24 июля 2013 года в 20:41 по местному времени.

## Катастрофа
Высокоскоростной поезд Alvia (Мадрид — Ферроль) подъезжал к станции Сантьяго-де-Компостела и был от неё в 3-4 километрах, когда все 8 вагонов поезда сошли с рельсов и перевернулись, после чего в некоторых из них начался пожар. Из 222 человек, находившихся в поезде (218 пассажиров и 4 члена бригады), 79 человек погибли и около 140 получили ранения. Среди раненых оказались жители разных стран, в том числе 5 американцев и 1 британец.

## Расследование
Все вагоны поезда были сняты с полотна подъёмными кранами и отправлены на экспертизу. По словам президента Национальной сети железных дорог Испании (RENFE), состав не имел технических неисправностей, более того, утром 24 июля поезд прошёл плановое техобслуживание, и его состояние было признано отличным.
По предварительным данным, причиной катастрофы стало более чем двукратное превышение скорости состава при прохождении кривого участка пути (200 км/ч вместо разрешённых здесь 80 км/ч) — так называемый фактор непогашенного ускорения в кривой. Эта кривая является первой после 80-километрового прямого скоростного участка с максимальной разрешённой скоростью 200 км/ч. Скоростной участок оборудован в соответствии с Европейской системой управления движением поездов, но из-за движения по нему низкоскоростных поездов в кривой установлена более старая система сигнализации ASFA. При превышении поездом скорости система ASFA должна сначала выдать сигнал в кабине машиниста, а затем автоматически остановить поезд, если нарушение продолжается.
Машинист потерпевшего крушение поезда, 52-летний Франсиско Хосе Гарсон Амо, который в результате катастрофы получил лёгкие ранения, имел 30-летний стаж работы в компании и уже больше года водил поезда по этой линии. В результате расследования стало известно, что он и раньше превышал скорость на данном участке, даже выкладывал подтверждающие это фотографии в социальных сетях. Против машиниста было возбуждено уголовное дело, он признался, что двигался в момент аварии со скоростью 190 км/ч, информация с бортового самописца подтверждает его слова.

## Последствия
По словам аналитиков, эта катастрофа стала крупнейшей в Испании за последние 40 лет. В стране был объявлен трёхдневный, а в Галисии — семидневный траур. Король Испании Хуан Карлос I посетил выживших и семьи погибших в госпитале при университете города. Место трагедии посетил на утро после трагедии премьер-министр Испании Мариано Рахой.
Происшествие произошло в канун главного ежегодного христианского фестиваля в Сантьяго-де-Компостела. Все мероприятия, запланированные на 25 июля, были отменены. По словам местного журналиста Франциско Камино, весь регион был шокирован, поскольку в этом тихом месте никогда не происходили важные или трагические события.